# Nellie Lutcher

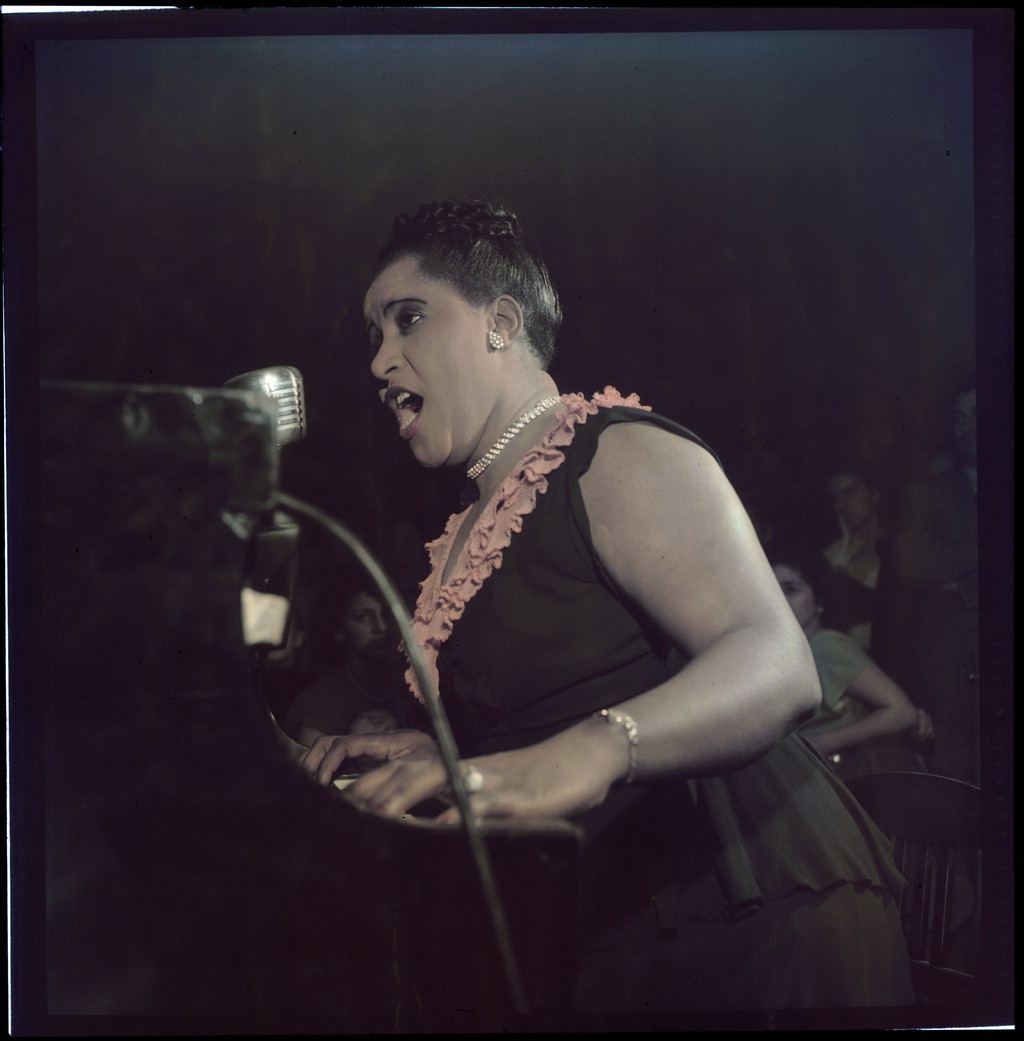
Nellie Lutcher

Nellie Lutcher  (* 15. Oktober 1912 (oftmals fälschlicherweise mit 1915 angegeben) in Lake Charles, Louisiana; † 8. Juni 2007 in Los Angeles, Kalifornien) war eine US-amerikanische Sängerin und Pianistin im Bereich von Swing und Rhythm and Blues.

## Leben und Wirken
Nellie Lutcher stammte aus einer kinderreichen Familie, ihr Vater, Isaac Lutcher, war Bassist und arbeitete mit Bunk Johnson, und ihre Mutter Susie war Kirchenorganistin. Ihr Bruder war der Saxophonist Joe Lutcher und ihr Neffe der Latin-Jazz-Perkussionist Daryl „Munyungo“ Jackson.
Als Kind erhielt sie, nachdem die Mutter ihr Talent erkannte, Unterricht auf Gitarre, Geige, Mandoline und Klavier. Bereits im Alter von zwölf Jahren begleitete sie Ma Rainey bei einem Auftritt, als deren regulärer Pianist erkrankte. Mit 14 Jahren schloss sie sich nach Genehmigung durch ihren Vater Clarence Harts Imperial Jazz Band an, in der sie fünf oder sechs Jahre spielte. Angeblich führte sie auch eine kurze Ehe mit dem Trompeter der Band. 1933 wurde sie Mitglied der von Paul Barnes geleiteten Southern Rhythm Boys, mit denen sie durch das Land tourte und für die sie einige Arrangements schrieb.
1935 zog sie nach Los Angeles, wo sie Leonel Lewis heiratete, mit dem sie einen Sohn hatte. Dort spielte sie Swing-Piano und trat regelmäßig im Club Alabam auf der Central Avenue auf. Auch begleitete sie als Studiomusikerin u. a. Lena Horne und Ivie Anderson und begann selbst zu singen. Im Raum Los Angeles trat sie mit kleinen Combos auf und entwickelte, beeinflusst von Earl Hines, Duke Ellington und ihrem Freund Nat King Cole, langsam ihren eigenen Gesangsstil. Sie hielt sich selbst nicht für eine Sängerin; die Nachfrage nach ihr stieg aber, als sie zu singen begann. Auch fing sie an, eigene Songs wie He's a Real Gone Guy oder Hurry On Down zu schreiben.
Einer breiteren Öffentlichkeit war sie kaum bekannt, als sie 1947 bei einer Wohltätigkeitsveranstaltung für March of Dimes in Hollywood auftrat. Diese Show wurde im Radio gesendet, wodurch Capitol Records auf sie aufmerksam wurde und ihr einen Plattenvertrag anbot. Ihr fälschlich angegebenes Geburtsjahr wird oftmals damit erklärt, dass die Manager von Capitol der Meinung waren, Nellie Lutcher sei mit 35 Jahren zu alt für den Beginn einer Musikkarriere und daraufhin 1915 als ihr Geburtsjahr lancierten, womit sie 3 Jahre jünger gemacht worden wäre. Dieser Darstellung widersprach Nellie Lutcher in einem Interview und erklärte die Abweichung mit einem „Irrtum oder Druckfehler“. Nellie Lutcher spielte für Capitol einige Titel ein, darunter „The One I Love Belongs to Somebody Else“ und ihren ersten Hit „Hurry on Down“, der bis auf Platz 2 der Rhythm 6 Blues-Charts stieg. Auch der nachfolgende Song „He's a Real Gone Guy“ erreichte den zweiten Platz und war zudem in den Pop-Charts auf Platz 15 erfolgreich.
1948 hatte sie eine Reihe weiterer Hits in den R&B-Charts, am höchsten konnte sich „Fine Brown Frame“ bis auf Position 2 platzieren. Landesweit bekannt wurde sie durch mehrere Tourneen, und so landeten ihre Songs regelmäßig in den US-Pop-, Jazz- und R&B-Hitparaden. 1950 brachte Capitol eine Platte von Nat King Cole und Nellie Lutcher heraus, auf welcher sie die Duette „For You My Love“ und „Can I Come in for a Second“ sangen. Durch diese Zusammenarbeit mit Nat King Cole wurde Nellie Lutcher auch in Europa bekannt, es folgten Anfang der 1950er Jahre zwei Europatourneen, wo sie besonders in London großen Erfolg hatte. 1951 nahm sie mit Orchester-Begleitung „The Birth of the Blues“ und „I Want to Be Near You“ auf; die Schallplatte war jedoch wenig erfolgreich, sodass Capitol ihren Vertrag im Jahr 1952 nicht mehr verlängerte.
1953 wurde ihre Lebensgeschichte in einem TV-Special vorgestellt, was kurzfristig eine erhöhte Nachfrage nach ihren frühen Capitol-Hits generierte. Sie spielte einige weitere Schallplatten für Labels wie Okeh, Decca und Liberty ein, konnte aber bei weitem nicht mehr an ihre früheren Erfolge anknüpfen. Das nachlassende Publikumsinteresse und die Erziehung ihres Sohnes veranlasste sie dann schließlich, bei der Musikergewerkschaft in Los Angeles eine Stellung anzunehmen. Ab und zu ging Nellie Lutcher doch noch ins Tonstudio und nahm Platten auf, so z. B. 1957 ein Remake ihres Erkennungslieds „Hurry On Down“ für das Label Imperial, mit „I Never Got Tired“ auf der Rückseite. 1973 und dann wieder 1980 trat sie in New York City auf. Mitte der 1980er Jahre stellte Marian McPartland sie in ihrer Radio-Sendung Piano Jazz vor. Sie hatte bis in die späten 1990er Jahre zudem unregelmäßig Auftritte in Clubs oder Fernsehsendungen; 1994 spielte sie sich selbst in der deutschen Komödie „Sunny Side Up“ der Regisseurin Bettina Speer.
Im Jahr 1992 wurde sie mit dem Pioneer Award der Rhythm and Blues Foundation ausgezeichnet.

## Gesangsstil
Ihr Gesangsstil, den sie mit ihrem vom Swing beeinflussten Klavierspiel begleitete, war durch exaltierten Scat und übertriebene Betonung einzelner Worte geprägt. Typisch für sie und den frühen Rhythm & Blues dieser Jahre war zudem die Beschäftigung mit erotischen Themen, die aufgrund der amerikanischen Zensurbestimmungen mit teilweise stark verklausulierten Texten besungen wurden.

## Musikalische Wirkung
Obwohl Nellie Lutcher nicht viele Platten veröffentlicht hat und nur wenige dieser Aufnahmen überhaupt eine größere Bekanntheit erreichten, hat sie mit ihrem ungewöhnlichen, expressiven Stil viele Künstler nachhaltig beeinflusst, dabei ist besonders Nina Simone zu nennen. Als sich Nellie Lutcher Ende der 1950er Jahre aus dem Musikgeschäft zurückzog, begann gleichzeitig die Karriere von Nina Simone, die viele Elemente von Nellie Lutchers Gesangs- und Pianostil übernommen hatte.

## Diskographische Hinweise
- Ditto from Me to You (Capitol, 1947)
- Real Gone (Pausa, 1954)
- Our New Nellie (Hallmark, 1955)

### Wiederauflagen & Kompilationen
- The Best Of Nellie Lutcher (CD, Capitol, 1995)
- Nellie Lutcher and Her Rhythm (4-CD-Box, Bear Family Records, 1996)
- Real Gone / Our New Nellie (CD, Collectables, 2000)
- Real Gone Gal (CD, Blue Boar Records, 2000)
- Hurry On Down (CD, Empress, 2001)
- Hurry On Down (CD, Memoir, 2001)
- Real Gone Gal (CD, Capitol, 2002)

## Einzelanmerkungen
1. ↑  Dies war so der Lokalhistorikerin und Dramatikerin Carolyn Woosley zufolge (Memento des Originals vom 11. Oktober 2008 im Internet Archive)  Info: Der Archivlink wurde automatisch eingesetzt und noch nicht geprüft. Bitte prüfe Original- und Archivlink gemäß Anleitung und entferne dann diesen Hinweis.. Andere Quellen erwähnen diese frühe Ehe nicht (Bunk Johnson war damals der Trompeter der Band).
2. ↑  Linda Dahl (Stormy Weather, S. 71) zufolge heiratete sie erst 1947. In ihrem Heim trafen sich Nat King Cole, Art Tatum und die Pianistin Lottie Moser.
3. ↑  Hinweis auf Horne und Anderson bei Jörgensen/Wiedemann, S. 233.
4. ↑  zit. n. Linda Dahl, Stormy Weather, S. 68
5. ↑  Dahl Stormy Weather, S. 71
6. ↑  Vgl. hierzu die Biographie bei Earthlink.net (Memento des Originals vom 11. Februar 2009 im Internet Archive)  Info: Der Archivlink wurde automatisch eingesetzt und noch nicht geprüft. Bitte prüfe Original- und Archivlink gemäß Anleitung und entferne dann diesen Hinweis., die jedoch sonst einige Fehler aufweist.
7. ↑  Nach Linda Dahl (Stormy Weather, S. 71) war sie jedoch erfolgreiche Maklerin. Das passt auch zu der Beschreibung bei Whitney Balliett.
8. ↑  Whitney Balliett American Singers: Twenty-Seven Portraits in Song S. 35
9. ↑  Dryden, Ken: Marian McPartland's Piano Jazz with Nellie Lutcher. In: All About Jazz. Archiviert vom Original (nicht mehr online verfügbar) am 20. Oktober 2012; abgerufen am 27. November 2011 (englisch).  Info: Der Archivlink wurde automatisch eingesetzt und noch nicht geprüft. Bitte prüfe Original- und Archivlink gemäß Anleitung und entferne dann diesen Hinweis.

| Personendaten    | Personendaten                                |
| ---------------- | -------------------------------------------- |
| NAME             | Lutcher, Nellie                              |
| KURZBESCHREIBUNG | US-amerikanische R&B-Sängerin und -Pianistin |
| GEBURTSDATUM     | 15. Oktober 1912                             |
| GEBURTSORT       | Lake Charles, Louisiana                      |
| STERBEDATUM      | 8. Juni 2007                                 |
| STERBEORT        | Los Angeles, Kalifornien                     |